# Marlyn Meltzer
Marlyn Wescoff Meltzer (Filadelfia, 2 marzo 1922 – Yardley, 4 dicembre 2008) è stata una programmatrice statunitense.
Fu una delle sei programmatrici originali di ENIAC, il primo computer digitale per uso generalista, assieme a Kathleen McNulty Mauchly Antonelli, Jean Jennings Bartik, Frances Snyder Holberton, Frances Spence e Ruth Lichterman Teitelbaum.

## Biografia
Nacque col nome Marlyn Wescoff a Filadelfia e si laureò alla Temple University nel 1942. Venne assunta dalla Moore School of Engineering lo stesso anno per elaborare calcoli meteorologici, principalmente perché sapeva come operare una macchina calcolatrice; nel 1943 venne impiegata per calcolare traiettorie balistiche. All'epoca per fare questo venivano utilizzati calcolatori meccanici manuali. Nel 1945 venne selezionata per entrare nel primo gruppo di programmatori dell'ENIAC. Le altre cinque donne membri del gruppo erano Kathleen McNulty, Betty Jennings, Betty Snyder, Frances Bilas e Ruth Teitelbaum.

### Programmatrice dell'ENIAC
ENIAC era una grossa macchina con numerosi pannelli e interruttori, contenente 17468 valvole, 7200 diodi cristallini, 1500 relè, 70,000 resistori, 10000 condensatori e approssimativamente 5 milioni di raccordi saldati a mano. Pesava oltre 30 tonnellate, occupando 167 m2 e consumava 150 kW di elettricità. Il suo enorme consumo di energia produceva tante interferenze che le luci per la città di Filadelfia variavano ogni volta che il calcolatore veniva acceso.
ENIAC fu svelato al pubblico il 14 febbraio 1946; i suoi programmi catturarono l'immaginazione della stampa e apparve sui titoli delle prime pagine in tutta la nazione.
All'epoca venne dato poco rilievo alle donne che lavoravano sul computer. L'ENIAC divenne una macchina molto importante nel corso di quest'epoca. Gli ingegneri maschi che avevano costruito la macchina divennero presto famosi, mentre le donne che la facevano funzionare scomparvero rapidamente dalla storia. Marlyn Wescoff Meltzer si dimise dalla squadra nel 1947 per sposarsi prima che l'ENIAC venisse trasferito agli Aberdeen Proving Grounds.

### Attività come volontaria
Meltzer divenne volontaria alla scuola domenicale della biblioteca Shir Ami, di ispirazione ebraica. Distribuì inoltre pasti per oltre 10 anni per la Greenwood House a Ewing (New Jersey). Fu tesoriere per la sezione di Trenton/Lawrenceville di Hadassah, un'organizzazione sionista femminile, e membro attivo del gruppo femminile di sostegno alla Greenwood House.
Nel corso degli ultimi quattro anni, produsse con le proprie mani più di 500 berretti di beneficenza per sostenere le cure chemioterapiche per la Susan B. Komen Foundation a Filadelfia.

### Morte
Meltzer morì il 7 dicembre 2008 a Yardley, Contea di Bucks, Pennsylvania.

## Riconoscimenti
Nel 1997 Meltzer fu aggiunta all'albo d'oro di Women in Technology International assieme alle altre programmatrici originali di ENIAC. Il premio fu istituito nel 1996 da WITI per riconoscere, onorare e promuovere i contributi fondamentali che le donne apportano alle comunità scientifica e tecnologica che migliorano e fanno evolvere la società.
Il suo lavoro sull'ENIAC alla University of Pennsylvania fu in seguito riconosciuto nel film documentario del 2010 Top Secret Rosies: The Female "Computers" of WWII.